# The Wild (sång)
The Wild är en singel av Kristofer Åström, utgiven 2004. Britta Persson medverkar på singelns första spår.

## Låtlista
1. "The Wild" - 3:46
2. "The Wild" - 3:45